# دانيال ليما
دانيال ليما هو فنان قتال مختلط برازيلي، ولد في 28 ديسمبر 1980 في برازيليا في البرازيل.

## وصلات خارجية
- دانيال ليما على موقع شيردوغ (الإنجليزية)
- دانيال ليما على موقع Tapology.com (الإنجليزية)